# Taintaturus livingstoni
Taintaturus livingstoni är en kvalsterart som beskrevs av Cook 1991. Taintaturus livingstoni ingår i släktet Taintaturus och familjen Aturidae. Inga underarter finns listade i Catalogue of Life.